# Helen (Georgia)

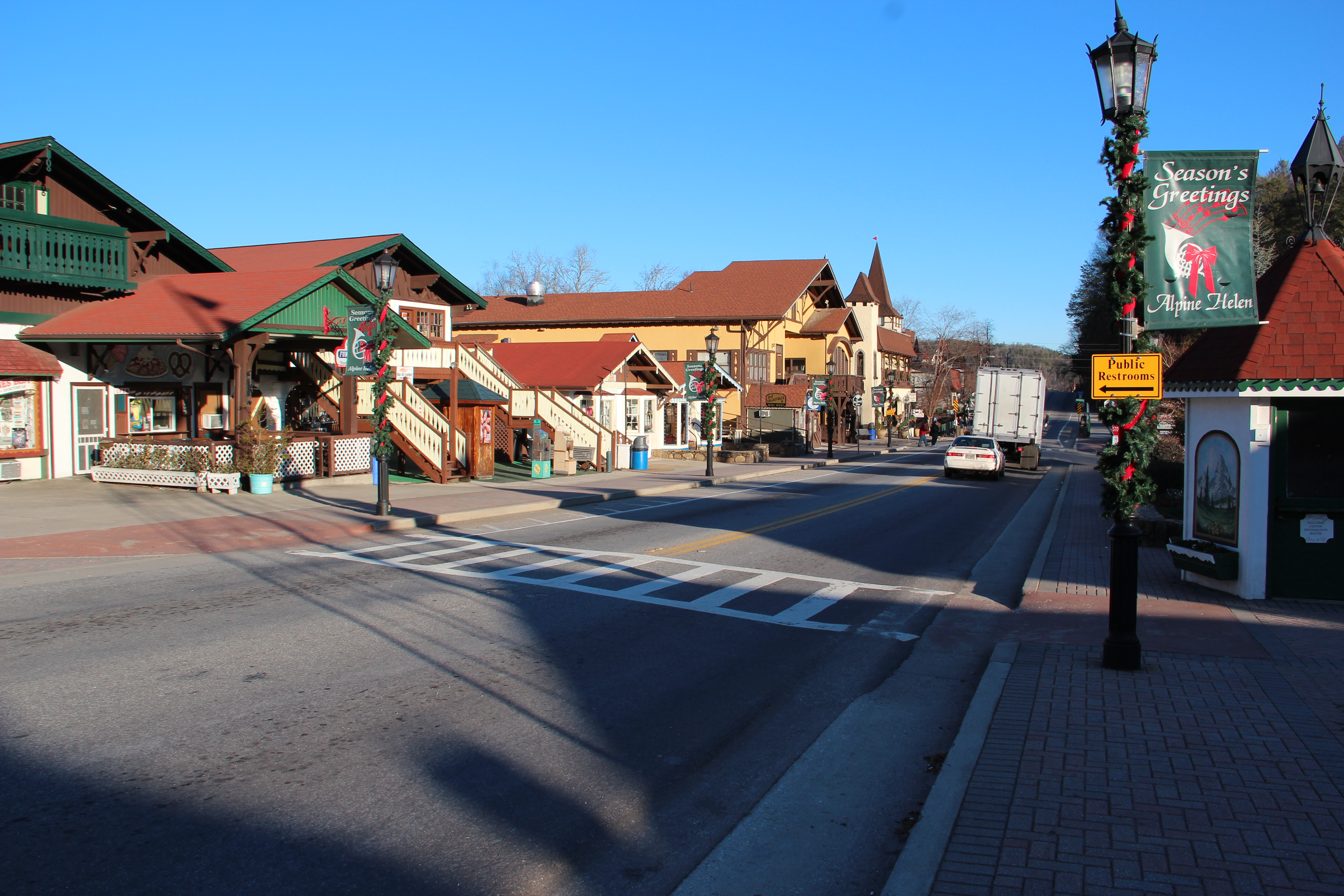
Centrum van Helen

Helen is een plaats (city) in de Amerikaanse staat Georgia, en valt bestuurlijk gezien onder White County.

## Demografie
Bij de volkstelling in 2000 werd het aantal inwoners vastgesteld op 430.
In 2006 is het aantal inwoners door het United States Census Bureau geschat op 734, een stijging van 304 (70,7%).

## Geografie
Volgens het United States Census Bureau beslaat de plaats een oppervlakte van
5,5 km², geheel bestaande uit land. Helen ligt op ongeveer 422 m boven zeeniveau.

## Plaatsen in de nabije omgeving
De onderstaande figuur toont nabijgelegen plaatsen in een straal van 28 km rond Helen.